# یواس‌اس بری (دی‌یی-۷۰۹)

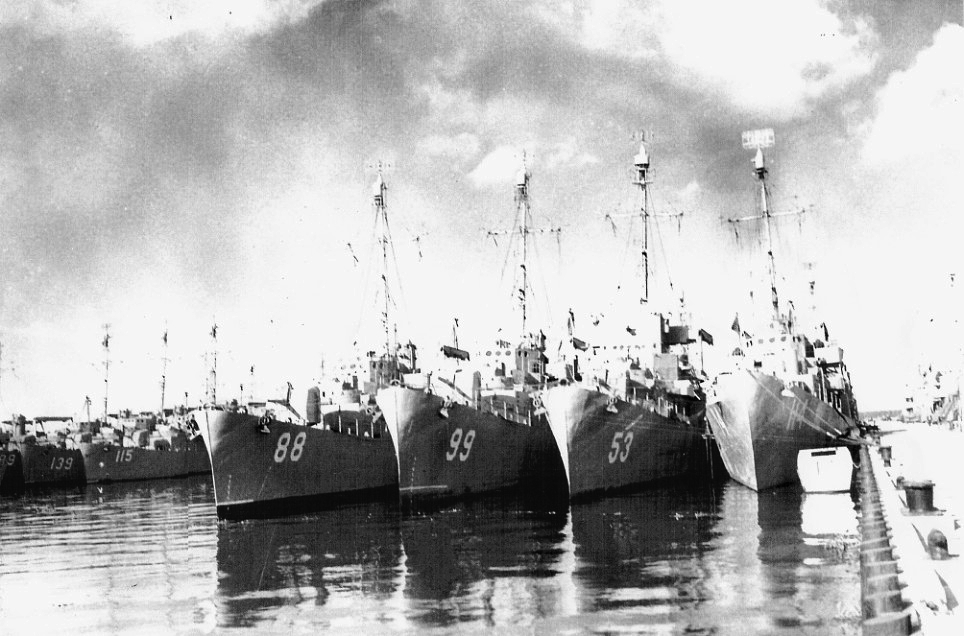
نمونه : یواس اس بری

یواس‌اس بری (دی‌یی-۷۰۹) (به انگلیسی: USS Bray (DE-709)) یک کشتی بود که طول آن ۳۰۶ فوت (۹۳ متر) بود. این کشتی در سال ۱۹۴۴ ساخته شد.